# Oroszlánkő
Oroszlánkő (1899-ig Oroszlánkő-Pohrágye, szlovákul: Vršatské Podhradie, korábban Oršovské Podhradie) falu Szlovákiában, a Trencséni kerület Illavai járásában.

## Fekvése
Illavától 10 km-re északnyugatra, a Fehér-Kárpátokban fekszik.

## Története
A mai Oroszlánkő területén a bronzkorban a lausitzi kultúra települése állt, melynek urnasírjait feltárták. A 9. századból korai szláv település vaseszközei kerültek elő.
A települést 1439-ben „Podhraghye” néven említik először. 1470-ben „Podhrady”, 1475-ben „Warallya”, 1484-ben „Podhradey”, 1491-ben „Wrssatec”, 1598-ban „Podhradie” alakban szerepel az írott forrásokban. 1598-ban 9 adózó háztartása volt. 1699-ben a Beuner család birtoka, később a Kőnigsegg családé. 1784-ben 44 házában 50 család és 323 lakos élt.
A 18. század végén Vályi András így ír róla: „Podhragy Oroszlákő. Versatecz, vagy Versateczko. Szép Uradalom, és Vár Trentsén Várm. földes Ura G. Königszeg Uraság, fekszik Vöröskőhöz fél, Puchóhoz pedig mintegy mértföldnyire; Vára magas kősziklán épűlt, úgy hogy falai néhol kősziklákból vagynak, ’s pintzei ki faragva, az Uradalomhoz pedig hét helységek tartoznak.”
1828-ban 51 háza és 578 lakosa volt, lakói főként mezőgazdaságból éltek.
Fényes Elek 1851-ben kiadott geográfiai szótárában így ír a faluról: „Podhrágy vagy Oroszlánkő, tót falu, Trencsén vmegyében, Pruszkához 1 1/2 óra: 390 kath., 6 zsidó lak. – Nevezetessé teszi ezen helységet régi vára, melly egy meredek hegyen épülvén, feje volt egy szép uradalomnak. F. u. gr. Königsegg. Ut. post. Trencsén.”
A trianoni békéig Trencsén vármegye Puhói járásához tartozott.
1962. augusztus 7-én tűzvész pusztította.

## Oroszlánkő vára
A 13. században épült, 1321 előtt Csák Máté birtoka. A várat 1348-ban „Orozlankw” néven említik. 1396-ban Luxemburgi Zsigmond hívének, Stíbornak adta. 1407-ben a Garák birtoka, majd ezután Borbála és Erzsébet királynéé. Hunyadi Mátyás a Szlopnyánszky családnak adta, amely innen vette nemesi előnevét is. 1461-ben Thepla birtokot és az Orozlankew várat tartozékaival együtt Libak Mátyásnak adták királyi átírás címén. 1577-ben a Jakusicsoké. 1680-ban Thököly hadai foglalták el, félig leégett, majd felépült. A kurucok előtt megnyitotta kapuit, de 1708-ban visszafoglalták a császáriak és felrobbantották, azóta rom.

## Népessége
| Év:            | 1994. | 2004.    | 2014.   | 2024.   |
| -------------- | ----- | -------- | ------- | ------- |
| Emberek száma: | 283   | 249      | 238     | 217     |
| Eltérés:       |       | -12,01 % | -4,41 % | -8,82 % |

| Év:            | 2023. | 2024.   |
| -------------- | ----- | ------- |
| Emberek száma: | 216   | 217     |
| Eltérés:       |       | +0,46 % |

1910-ben a falunak 438, túlnyomórészt szlovák anyanyelvű lakosa volt.
2001-ben 258 lakosából 256 szlovák volt.
2011-ben 241 lakosából 240 szlovák volt.
2021-ben 222 lakosából 216 szlovák, (+1) magyar, (+1) ruszin, 1 egyéb és 5 ismeretlen nemzetiségű volt.

## Nevezetességei

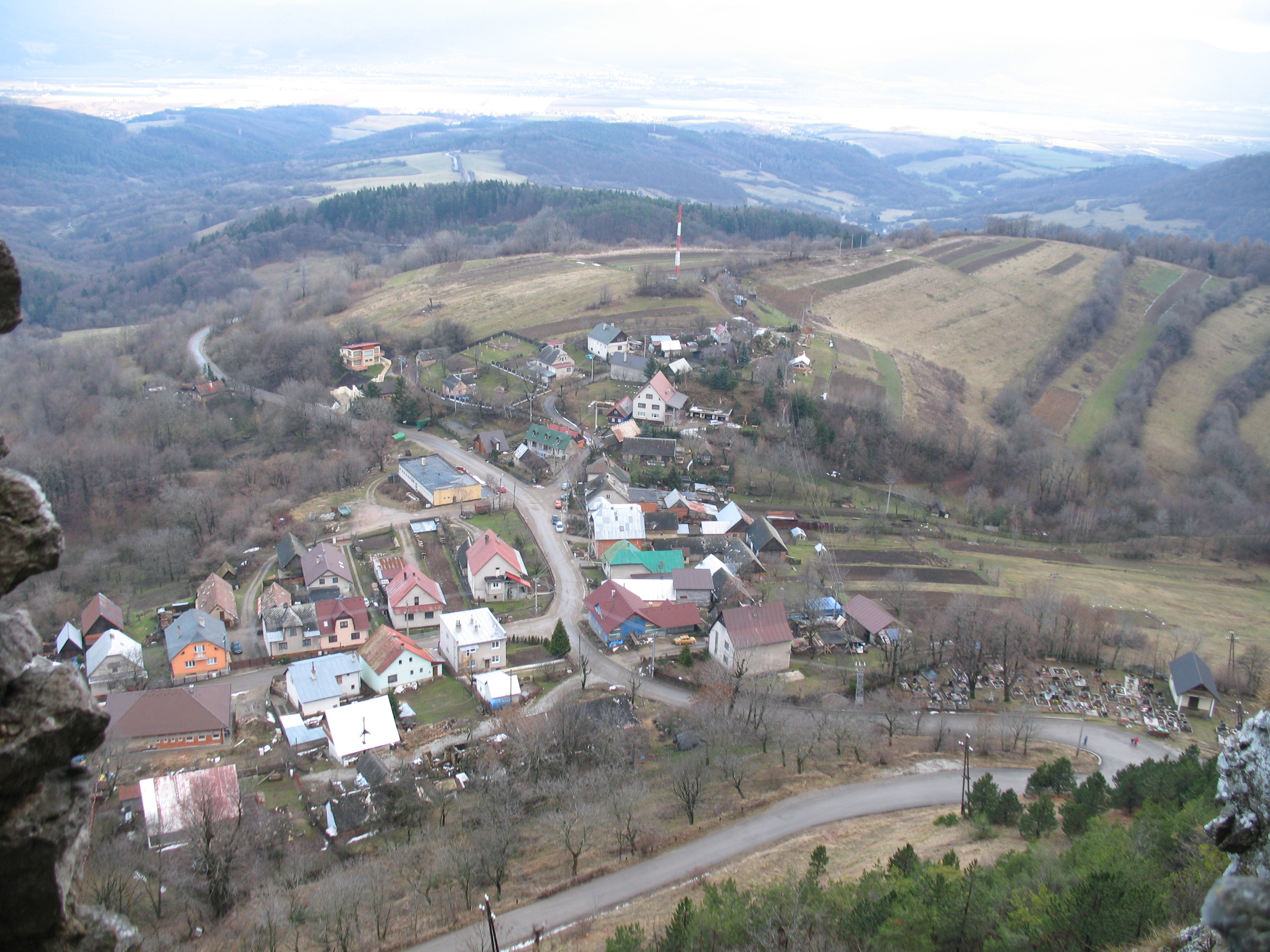
Oroszlánkő

- A falu feletti 925 m magas hegycsúcson állnak Oroszlánkő (Löwenstein) várának romjai.